# Panteón de los Héroes
El Panteón de los Héroes es un panteón militar situado en el Cementerio Municipal de la Purísima Concepción, entre los patios 14 y 15 en la ciudad española de Melilla.

## Historia
Fue levantado con parte del dinero que sobró de la suscripción nacional abierta para socorrer a las familias de los caídos en la guerra de Melilla, con proyecto de José de la Gándara, tras poner el rey Alfonso XIII la primera piedra el 7 de enero de 1911, con ocasión de su segunda visita a Melilla.
Continuado por Tomás Moreno Lázaro, fue bendecido el 8 de junio de 1915 por el vicario eclesiástico Miguel Acosta, con la presencia del general Villalba y el comandante García Álvarez. En 1924 se instaló la estatua de Niké, diosa griega de la victoria.

El 2 de diciembre de 1929 se trasladaron los restos de cementerios provisionales del Protectorado español marroquí y entre agosto y octubre de 1949 se trasladaron y sepultaron en fosas comunes los restos de la Cruz de Monte Arruit.
Probablemente influyó en el diseño del Valle de los Caídos, ya que Francisco Franco estuvo en Melilla cuando se estaba construyendo.

## Descripción
Está construido en piedra negra del Monte Gurugú, y es una obra subterránea.

### Exterior

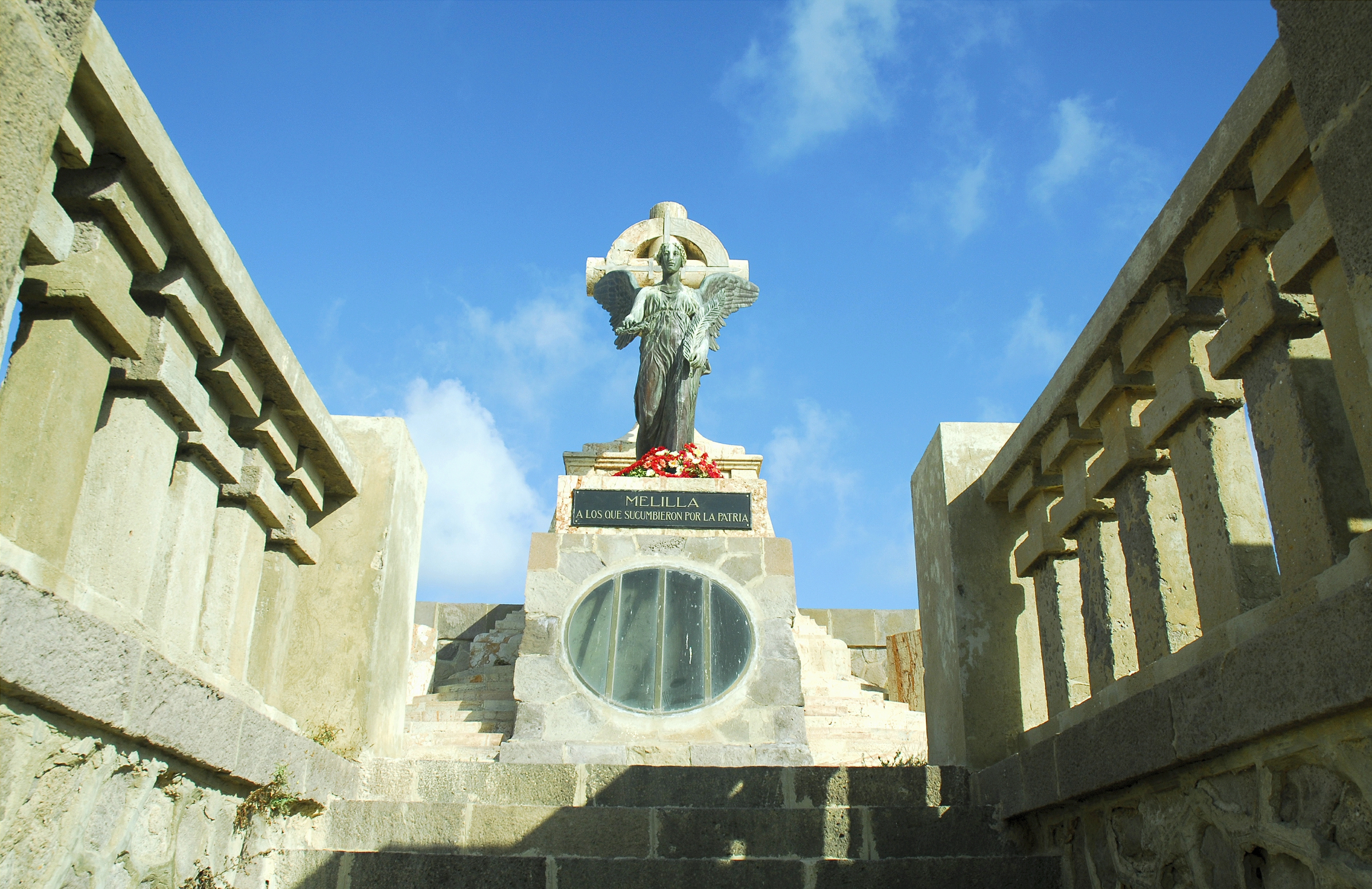
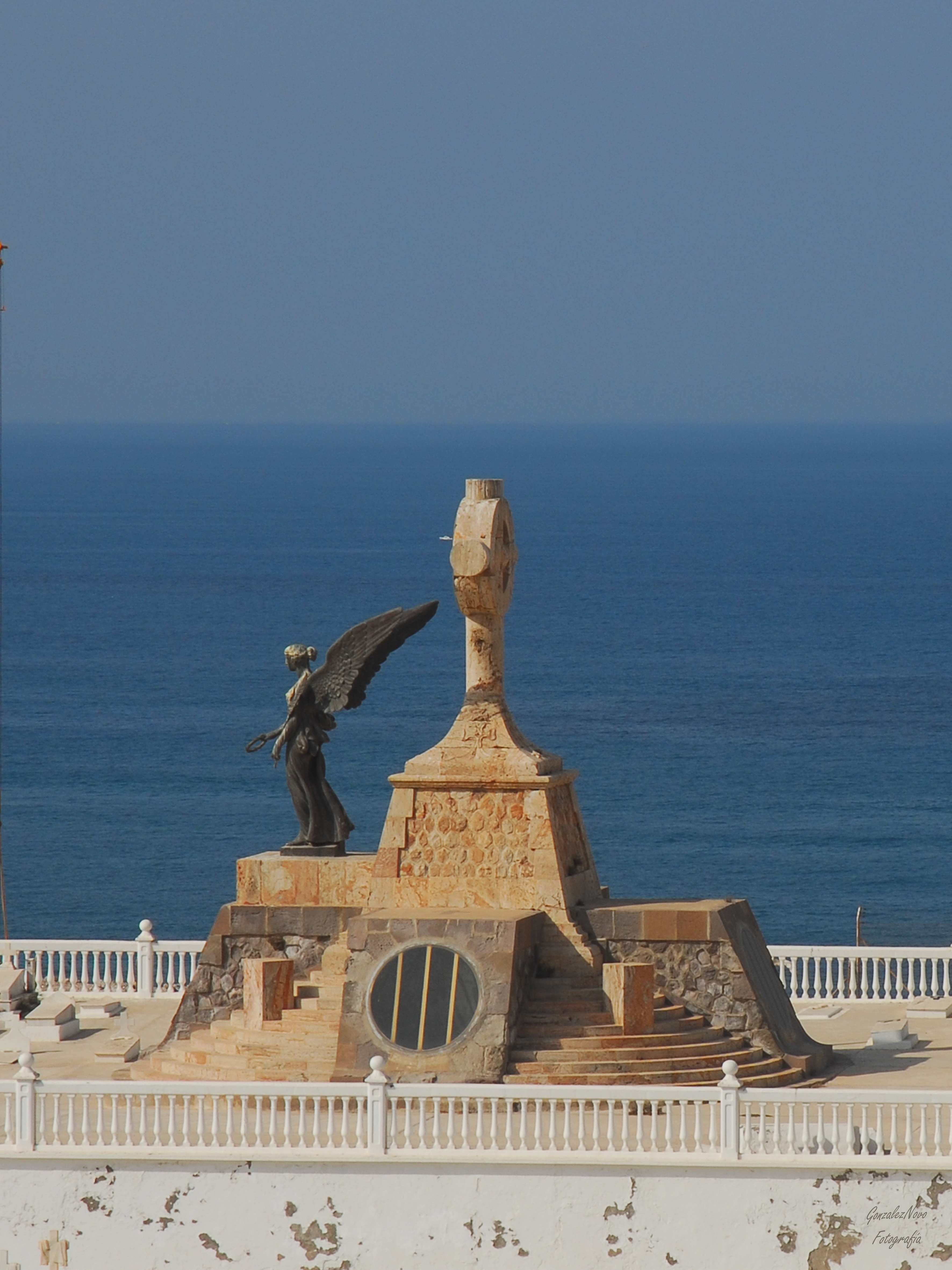

Al mausoleo se accede desde una explanada, en la que se encuentra el Monolito de Monte Arruit, tras la que se encuentra una escalinata de dos tramos, con un descanso entre ambos, que conduce hasta un atrio que desde su entrada parten dos escaleras gemelas que se unen encima del atrio para terminar en un patio que se encuentra encima del panteón. Sobre este panteón se alza su coronamiento, un círculo con escalones interrumpidos con cuatro lucernarios, uno en cada punto, casi coincidiendo con los puntos cardinales, que se unen en un cubo más ancho y largo en su parte baja, que lleva la Cruz Laureada de San Fernando, de bronce, fijada en su cara delantera, y delante de ella, la diosa Niké sosteniendo una corona de laurel en la mano derecha, símbolo del honor, y una palma en la izquierda, símbolo del martirio.

### Interior

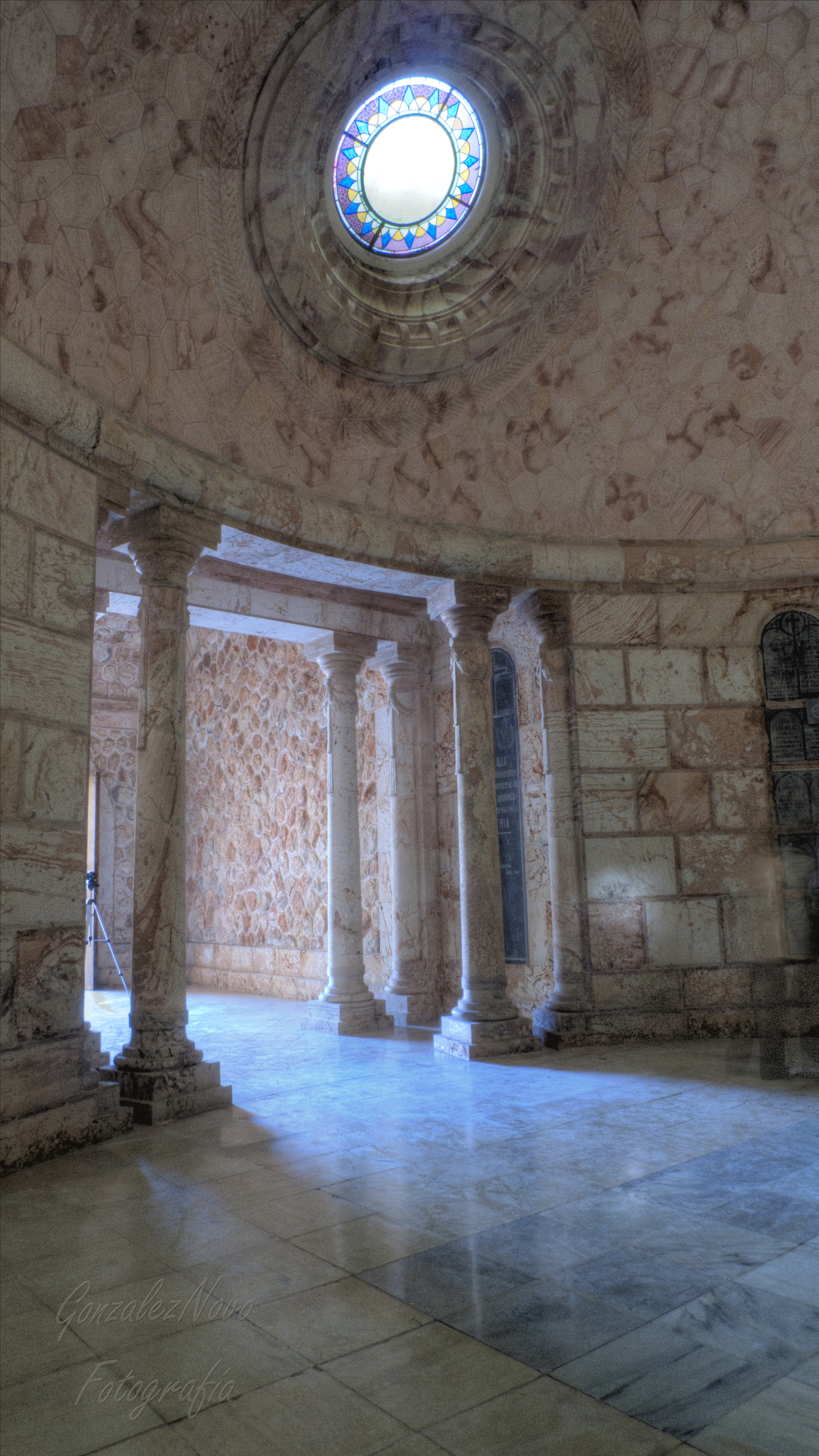
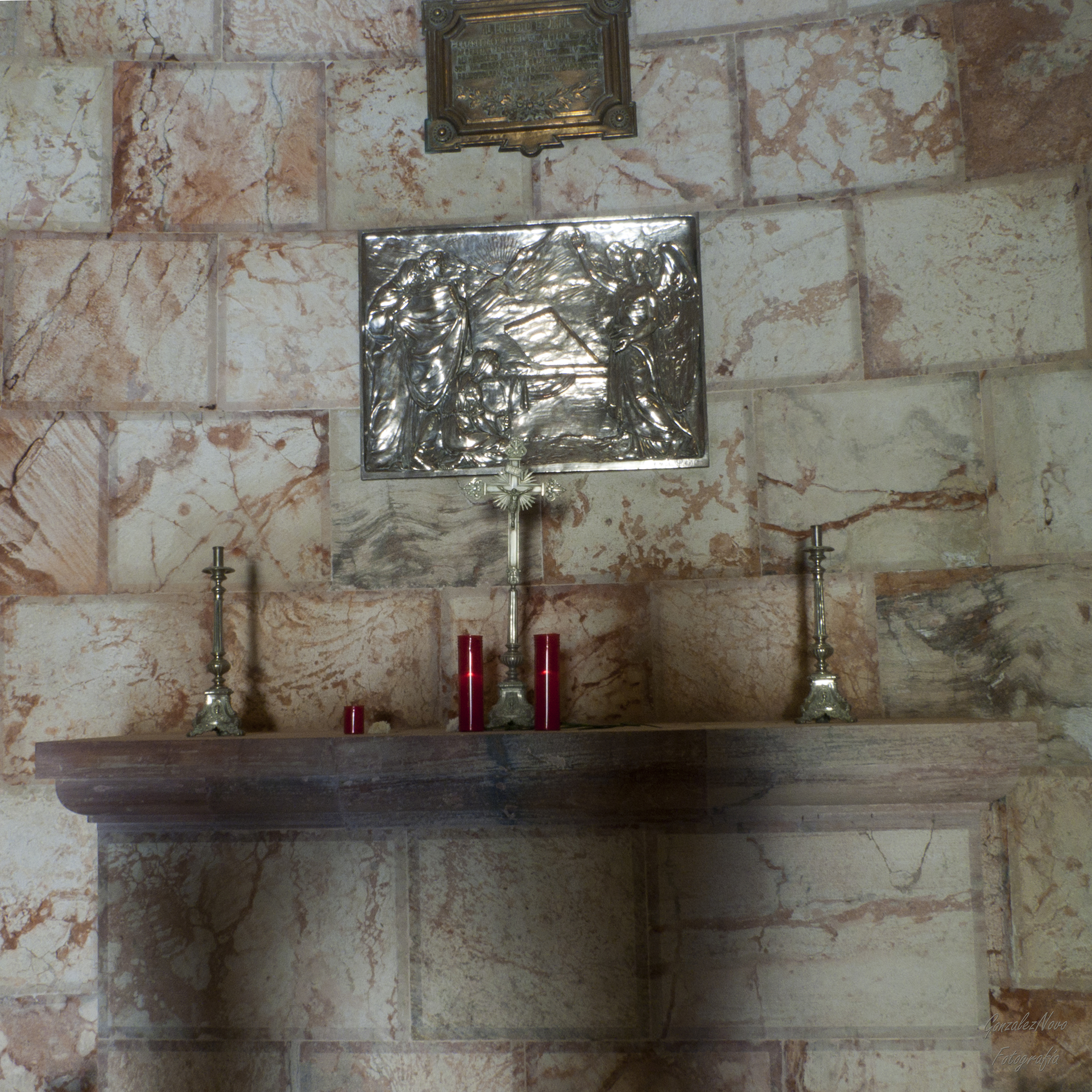

El interior se compone de una antesala abovedada, un pasillo con cuatro columnas de mármol y una rotonda de mármol rosa en la que se encuentran las sepulturas del los fallecidos en la guerra de Melilla y Desastre de Annual, de mármol negro, con una capilla en una rectángulo al final del eje axial.

## Militares sepultados
Entre los fallecidos que reposan en el mausoleo se encuentran de la guerra de Melilla los generales Darío Díez Vicario, Guillermo Pintos Ledesma y Salvador Díaz Ordóñez y Escandón  el teniente coronel Antonio Bernárdez Dorado, y del Desastre de Annual los generales Juan Lasquetty Perozo y Gabriel Morales y Mendigutia.